# Sarcophaga braueri
Sarcophaga braueri är en tvåvingeart som beskrevs av Salem 1946. Sarcophaga braueri ingår i släktet Sarcophaga och familjen köttflugor. Inga underarter finns listade i Catalogue of Life.